# Andropausia
La andropausia (del griego ἀνδρός, 'hombre', y παῦσις, 'cesación') o menopausia masculina, es el proceso por el cual las capacidades sexuales del hombre disminuyen con la edad al igual que otras funciones orgánicas, resultado de los bajos niveles de testosterona en el organismo, o bien por el mal funcionamiento de los receptores de testosterona.
Al igual que la mujer tiene su climaterio (la menopausia) el hombre va perdiendo potencia sexual, pero sin ciclos tan marcados ni pérdidas tan significativas. La actividad sexual del hombre no está marcada por períodos regulares como en el caso de la mujer, pudiendo tener hijos en cualquier momento por la producción de espermatozoides. Tampoco presenta un punto límite preciso. Un hombre puede tener la capacidad de procrear hasta muy avanzada edad. En algunos hombres esta función puede mantenerse hasta pasados los 70 años e incluso no perderse con el tiempo, dependiendo de cada caso.
A este fenómeno se le ha llamado también climaterio masculino, climaterio viril, menopausia masculina, viropausia o síndrome de declinación de andrógenos en el envejecimiento masculino, deficiencia androgénica en el envejecimiento masculino (ADAM), deficiencia parcial de andrógeno en el envejecimiento masculino (PADAM) o deficiencia androgénica en el envejecimiento masculino (DAEM).En la andropausia confluyen cambios bio-psicosociales-ambientales, que se acompañan de alteraciones hormonales, las que se ha responsabilizado con la presencia de los síntomas y signos clínicos.
La andropausia presenta similitud con la menopausia en la mujer; sin embargo, existen diferencias significativas entre estas 2 condiciones. Los hombres experimentan una lenta y gradual declinación de los niveles de testosterona, y es muy difícil determinar el momento exacto de su comienzo. Por el contrario, la menopausia está asociada con una brusca declinación en los niveles de estrógeno y progesterona, lo que determina una supresión de la menstruación y un compromiso de la fertilidad, la cual, a diferencia del hombre, puede persistir hasta edades muy avanzadas. La andropausia tiene efectos adversos sobre la salud física y mental, así como sobre la calidad de vida.
Además de la disminución natural de los niveles de testosterona debida a la edad, puede producirse en los varones que han sufrido una orquidectomía (p.e. por causa de un cáncer de testículo). Aun cuando un solo testículo es normalmente suficiente para mantener los niveles normales de testosterona, alrededor de un 10 % de estos pacientes presentan niveles disminuidos. Y obviamente ocurre en el 100% de los varones que pierden ambos testículos.
En muchos casos los hombres no se dan cuenta de su estado pero es obvio que ese nivel de testosterona está disminuyendo al transcurrir el tiempo ya que los síntomas se pueden asociar a estados normales de estrés. El hecho no es tan común como el de la mujer pero es allí en donde el hombre experimenta una disminución en su potencia sexual.
Entre los 45 y 55 años de edad, el hombre puede presentar algunas señales y síntomas parecidos a los que sufren las mujeres en la etapa de la menopausia, a esto se le denomina andropausia, y debe ser evaluado para evitar que los síntomas empeoren.
La andropausia no implica una ausencia de la fertilidad, este factor va ligado el recuento de espermatozoides que tenga la persona. Además, esta no ocurre de forma puntual, por lo contrario es un hecho que se produce de forma progresiva.

## Síntomas
Puesto que los hombres no presentan un periodo bien definido o delimitado, como es el caso de la menopausia en las mujeres, algunos especialistas prefieren utilizar el término declive andrógeno en un adulto maduro o hipogonadismo de inicio tardío. El hombre generalmente experimenta una menor producción de testosterona a medida que aumenta de edad, aunque el déficit puede deberse también a otros factores cógenos, como lo es la diabetes.
Algunos de los síntomas son depresión, nerviosismo e irritabilidad, insomnio o fatiga, libido reducido, pérdida del vigor sexual, deterioro de la memoria, sofocos y sudoración.

## Epidemiología
Si bien la epidemiología de esta condición no está bien determinada, se asume que el 20 % de los varones en sus sesenta y 30 % de aquellos en sus setenta tienen niveles bajos de testosterona; mientras que el 5 % de los hombres en sus setenta, además de niveles bajos de testosterona, tienen síntomas, por lo que se les asigna el diagnóstico de "hipogonadismos de presentación tardía. El Servicio Nacional de Salud (Reino Unido) considera que esta condición es rara.

## Descripción
"La andropausia es un cuadro clínico originado en la declinación de la producción de testosterona por los testículos como consecuencia del envejecimiento normal en el varón", define el presidente de la Sociedad Argentina de Andrología, Alberto Nagelberg. Sin embargo, el especialista en endocrinología y andrología apunta que, a diferencia de la menopausia en las mujeres, esta declinación se produce en forma lenta, continua y progresiva, de modo que los síntomas pueden, en muchos casos, no ser advertidos.
Andrólogos y sexólogos coinciden en señalar que esta falla, que lidera las consultas en las clínicas especializadas, puede presentarse a cualquier edad a partir de los 40. "La producción de testosterona desciende alrededor de 1,2 % por año luego de los 35 a 40 años", apunta Nagelberg. Entre los síntomas que empiezan a avizorarse están la reducción de la frecuencia de relaciones sexuales y los problemas de erección.
Para dar un parámetro de una situación a tratar, el profesor de Urología de la UBA Amado Bechara ejemplifica: "Vienen pacientes que cuentan que hace 6 meses que no tienen relaciones sexuales ni intenciones de tenerlas; u otros que te dicen que tuvieron problemas de erección todas las últimas veces que intentaron tener sexo". En estos casos, los especialistas detectan una anormalidad e inician una serie de estudios para dar con el diagnóstico.
También hay casos de varones que no padecen nunca disfunción testicular e incluso conservan la posibilidad de embarazar aún con 80 años. El sexólogo León Gindin recuerda a lanacion.com el caso de Charles Chaplin, que fue padre a los 78 años. "Esto muestra que no todos los hombres presentan andropausia; esta es una gran diferencia con la mujer", aclara. La menopausia es el agotamiento de la función de los ovarios, que se caracteriza por la ausencia de hormonas femeninas (estrógenos) con cese de la ovulación y de la posibilidad de embarazo.

## Tratamientos
El urólogo Bechara enfatiza que lo primero es un buen diagnóstico, es decir, se debe corroborar que exista deficiencia de testosterona y, además, debe excluirse la presencia de otros problemas de salud que puedan ocasionarla, como por ejemplo, la diabetes, la obesidad, algún tumor, problemas hepáticos o renales, etc. De lo contrario, muchas veces se gasta dinero en tratamientos mal focalizados.
Así, una vez que se constata la disminución de los niveles de hormona masculina, el andrólogo establecerá si es conveniente para el paciente iniciar un método de reemplazo con andrógenos. "Los últimos tratamientos disponibles involucran la administración de testosterona, que puede realizarse a través de la aplicación diaria de un gel sobre la piel o bien la aplicación de una ampolla intramuscular cada tres meses", precisa Nagelberg.